# Sistema de género
Os sistemas de género (português europeu) ou gênero (português brasileiro) são as estruturas sociais que estabelecem o número de gêneros e seus papéis associados na cada sociedade. Um papel de género é tudo o que uma pessoa diz e faz que indica a outros ou a um mesmo o grau que se é de homem, mulher ou pessoa não binária, cisgénero ou transgénero. Isto inclui, mas não se limita à excitação e resposta sexual e erótica. A identidade de género é uma experiência pessoal própria que inclui o papel de género e a persistência de uma individualidade como homem, mulher ou outro, tendo consciência de um mesmo e do próprio comportamento.

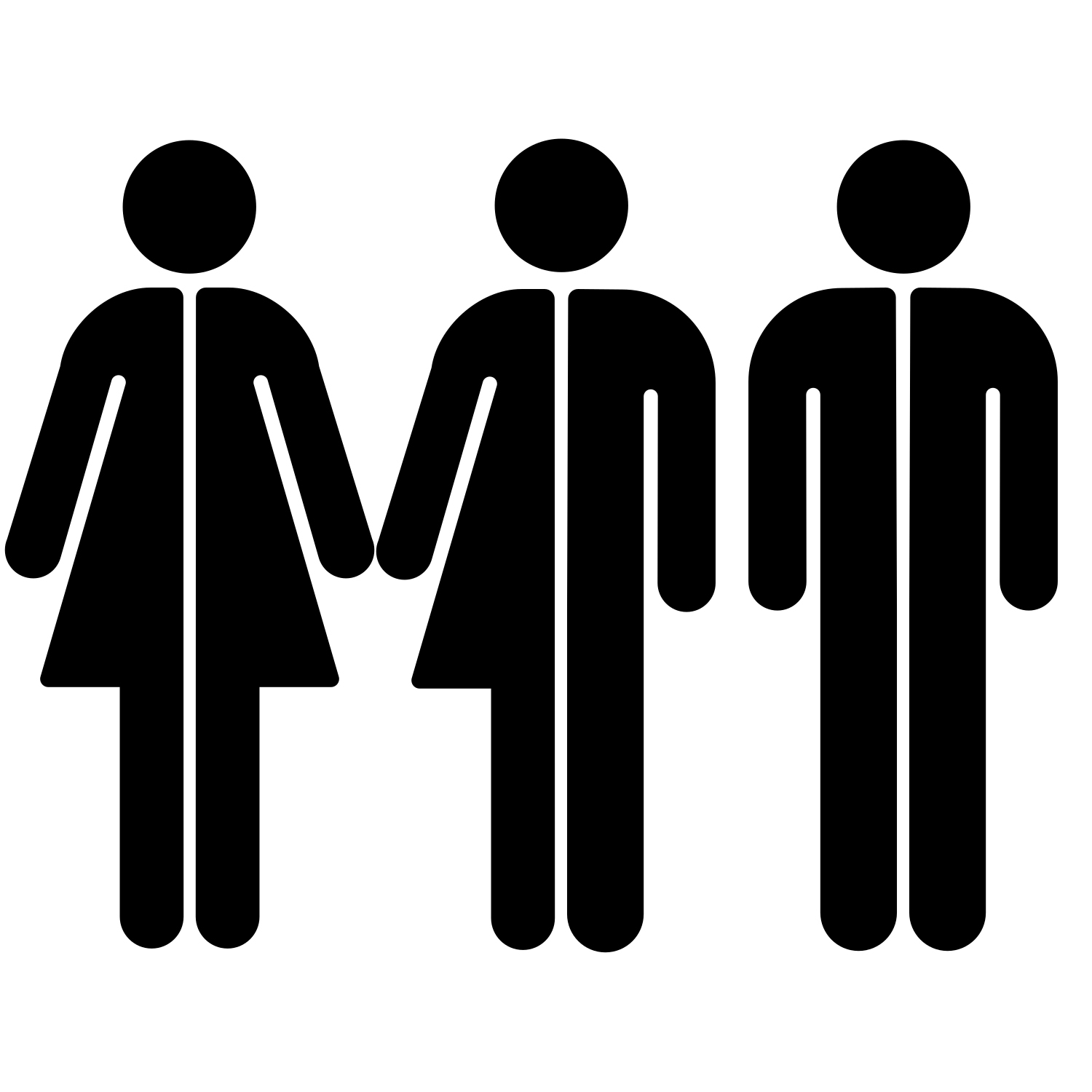
Símbolos comumente utilizados para espaços divididos por gênero.

O binário de gênero é o mais estendido dos sistemas de género. A binariedade de género é a classificação do sexo e o género em duas formas diferentes e desligadas de masculinidade e feminilidade em aridade. Pode descrever uma fronteira social que desalenta às pessoas a cruzar ou misturar papéis de género, ou de identificar-se com identidades de género não-binárias. Também pode representar alguns preconceitos que estigmatizam às pessoas intersexo e transgénero. O género binário com frequência implica papéis de género e identidades de género como médios de identificação do lugar social que alguém ocupa com uma função masculina ou feminina. Ainda há o trinário de gênero, que abarca gêneros terciários, como neutrois.
Nas culturas onde o binário do género é proeminente, as pessoas transgénero são uma exceção importante às normas sociais relacionadas com o gênero. As pessoas intersexo, que não podem ser biologicamente determinadas como dentro da definição típica de sexo masculino ou feminino, são outra singularidade óbvia. Outros desvios do sistema vêm das, mulheres lésbicas, homens gays, pessoas bissexuais, transgénero ou travesti. Outras culturas têm as suas próprias práticas independentes do género binário ocidental.